# العلاقات الإندونيسية اللوكسمبورغية
العلاقات الإندونيسية اللوكسمبورغية هي العلاقات الثنائية التي تجمع بين إندونيسيا ولوكسمبورغ.

## مقارنة بين البلدين
هذه مقارنة عامة ومرجعية للدولتين:
| وجه المقارنة                                              | إندونيسيا         | لوكسمبورغ                                                     |
| --------------------------------------------------------- | ----------------- | ------------------------------------------------------------- |
| المساحة (كم2)                                             | 1.90 مليون        | 2.59 ألف                                                      |
| عدد السكان (نسمة)                                         | 263.99 مليون      | 599.45 ألف                                                    |
| الكثافة السكانية (ن./كم²)                                 | 138.94            | 231.45                                                        |
| العاصمة                                                   | جاكرتا            | لوكسمبورغ                                                     |
| اللغة الرسمية                                             | اللغة الإندونيسية | اللغة اللوكسمبورغية، لغة فرنسية، اللغة الألمانية              |
| العملة                                                    | روبية إندونيسية   | يورو، فرنك لوكسمبورغ                                          |
| الناتج المحلي الإجمالي (بليون دولار)                      | 1.02 تريليون      | 62.40 مليار                                                   |
| الناتج المحلي الإجمالي (تعادل القوة الشرائية) بليون دولار | 2.85 تريليون      | 58.13 مليار                                                   |
| الناتج المحلي الإجمالي الاسمي للفرد دولار أمريكي          | 3.35 ألف          | 101.45 ألف                                                    |
| الناتج المحلي الإجمالي للفرد دولار أمريكي                 | 10.52 ألف         | 101.93 ألف                                                    |
| مؤشر التنمية البشرية                                      | 0.684             | 0.892                                                         |
| رمز المكالمات الدولي                                      | +62               | +352                                                          |
| رمز الإنترنت                                              | .id               | .lu                                                           |
| المنطقة الزمنية                                           |                   | توقيت وسط أوروبا، ت ع م+01:00، ت ع م+02:00، أوروبا/لوكسمبورج ‏ |

## منظمات دولية مشتركة
يشترك البلدان في عضوية مجموعة من المنظمات الدولية، منها:
| علم المنظمة | اسم المنظمة                               | تاريخ انضمام إندونيسيا | تاريخ انضمام لوكسمبورغ |
| ----------- | ----------------------------------------- | ---------------------- | ---------------------- |
|             | بنك التنمية الآسيوي                       | 1966                   | 2003                   |
|             | مؤسسة التنمية الدولية                     | 20 أغسطس 1968          | 4 يونيو 1964           |
|             | يونسكو                                    | 27 مايو 1950           | 27 أكتوبر 1947         |
|             | وكالة ضمان الاستثمار متعدد الأطراف        | 12 أبريل 1988          | 29 أغسطس 1991          |
|             | الأمم المتحدة                             | 28 سبتمبر 1950         | 24 أكتوبر 1945         |
|             | الفريق المعني برصد الأرض                  | ?                      | ?                      |
|             | الاتحاد البريدي العالمي                   | ?                      | ?                      |
|             | البنك الدولي للإنشاء والتعمير             | 13 أبريل 1967          | 27 ديسمبر 1945         |
|             | الاتحاد الدولي للاتصالات                  | 1949                   | 2 مارس 1866            |
|             | منظمة حظر الأسلحة الكيميائية              | ?                      | ?                      |
|             | مؤسسة التمويل الدولية                     | 23 أبريل 1968          | 4 أكتوبر 1956          |
|             | المركز الدولي لتسوية المنازعات الاستشارية | 28 أكتوبر 1968         | 29 أغسطس 1970          |
|             | منظمة التجارة العالمية                    | ?                      | ?                      |
|             | منظمة الشرطة الجنائية الدولية             | 5 أكتوبر 1954          | ?                      |

## وصلات خارجية
- موقع وزارة الخارجية الإندونيسية
- موقع وزارة الخارجية اللوكسمبورغية